# Acraea apecida
Acraea apecida är en fjärilsart som beskrevs av Charles Oberthür 1893. Acraea apecida ingår i släktet Acraea och familjen praktfjärilar. Inga underarter finns listade i Catalogue of Life.